# Zračna luka Hannover-Langenhagen
Zračna luka Hannover-Langenhagen (IATA: HAJ, ICAO: EDDV) nalazi se u Langenhagenu, 11 km sjeverno od centra Hannovera, glavnog grada njemačke pokrajine Donja Saska. Deveta je po veličini zračna luka u Njemačkoj. 
- | Logotip Zajedničkog poslužitelja | Zajednički poslužitelj ima još gradiva o temi Zračna luka Hannover-Langenhagen |